# تهرک
تهرک، روستایی از توابع بخش مرکزی شهرستان نیک‌شهر در استان سیستان و بلوچستان ایران است.

## جمعیت
این روستا در دهستان مخت قرار دارد و براساس سرشماری مرکز آمار ایران در سال ۱۳۹۳، جمعیت آن ۵۱۰ نفر (۷۰خانوار) بوده‌است.